# Pierre François Lhermitte d'Aubigny
Pierre François Lhermitte d’Aubigny, né le 19 avril 1745 à Nevers dans la Nièvre et mort le 30 septembre 1810 dans cette même ville, est un général français de la Révolution et de l’Empire.

## Biographie
Pierre François Lhermitte d'Aubigny naît le 19 avril 1745 à Nevers. Aspirant d'artillerie à l'école de Clamecy en août 1763, il entre à l’école d’artillerie de Bapaume le 16 mai 1766, après quoi il est nommé lieutenant au régiment provincial d'artillerie de Toul en mai 1767. Il obtient successivement le grade de capitaine le 20 mai 1778 et celui de major affecté à l'artillerie des colonies à Paris le 1er novembre 1784. Deux ans plus tard, il est envoyé à la fonderie de Ruelle où il dirige la fabrication des canons destinés aux colonies. Promu lieutenant-colonel le 26 août 1787, il est nommé colonel du 2e régiment d'artillerie de marine le 10 novembre 1792.  
Le 19 juin 1795, il passe dans l’artillerie à pied, avant de rejoindre l’armée d’Italie en décembre 1796 et de participer au siège de Mantoue jusqu'en février de l'année suivante. De 1797 à 1799, il est chef d’état-major de l’artillerie à l’armée d’Italie et, en 1798, commande par intérim toute l'artillerie de l'armée après le départ du général Lespinasse. Il est blessé le 5 avril 1799 à la bataille de Magnano. Il est élevé au grade de général de brigade le 28 mars 1800 et est mis à la retraite le même jour. Il se retire alors à Nevers, où il commande la garde nationale.
Il meurt dans cette ville le 30 septembre 1810.